# Šarlota z Hanau-Lichtenbergu
Šarlota z Hanau-Lichtenbergu (Šarlota Kristýna Magdalena Johana; 2. května 1700, Bouxwiller – 1. července 1726, Darmstadt) byla manželkou hesensko-darmstadtského lankraběte Ludvíka VIII.

## Život

### Dědička
Šarlota se narodila jako jediné dítě posledního hraběte z Hanau, Johana Reinharda III., a jeho manželky Dorotey Frederiky Braniborsko-Ansbašské. Byla tak jedinou dědičkou hrabství Hanau.

### Sňatek
Prvním mužem, který požádal o její ruku byl korunní princ a budoucí hesensko-kasselský lankrabě Vilém VIII. Sňatek by umožnil, aby hrabství Hanau zůstalo nerozděleno. Plán však ztroskotal na náboženských rozdílech obou Vilémem, který vyznával kalvinismus, a luteránkou Šarlotou.
Druhý kandidát na ženění byl korunní princ a budoucí lankrabě Ludvík VIII. Hesensko-Darmstadtský, který byl luterán. Svatba se uskutečnila 5. dubna 1717. Nevěstě bylo šestnáct let, ženich právě slavil šestadvacáté narozeniny. Z manželství trvajícího devět let se narodily tři děti:
- Ludvík IX. Hesensko-Darmstadtský (15. prosince 1719 – 6. dubna 1790), hesensko-darmstadtský lankrabě, ⚭ 1741 Karolína Falcko-Zweibrückenská (9. března 1721 – 30. března 1774)
- Jiří Vilém Hesensko-Darmstadtský (11. července 1722 – 21. června 1782), ⚭ 1748 Marie Luisa Albertina Leiningensko-Falkenbursko-Dagsburská (16. března 1729 – 11. března 1818)
- Karolína Luisa Hesensko-Darmstadtská (11. července 1723 – 8. dubna 1783), ⚭ 1751 Karel Fridrich Bádenský (22. listopadu 1728 – 10. června 1811), markrabě Bádensko-Durlašský, Bádensko-Bádenský, později markrabě bádenský, ještě později kurfiřt bádenský a nakonec první bádenský velkovévoda

Šarlota zemřela 1. července 1726 v Darmstadtu. Následně bylo ve městě vydáno několik pohřebních kázání.

### Dědictví
Protože Šarlota zemřela před svým otcem, dědicem hrabství Hanau její starší syn, budoucí lankrabě Ludvík IX. Jeho dědictví se však vztahovala pouze na lichtenberskou část, münzenberská část připadla podle dřívější smlouvy mezi Hanau a Hesensko-Kasselskem Hesensko-Kasselsku.
Vznikl spor, protože nebylo jasné, do které části patří město Bebenhausen. Ze sporu se stal vojenský konflikt. Hesensko-Darmstadtsko obsadilo Dietzenbach, Schaafheim a Schlierbach; Hesensko-Kasselsko obsadilo zbytek oblasti Bebehnhausenu.
Spor mohl být vyřešen až po zdlouhavém soudním řízení u nejvyšších soudů Říše, které v roce 1771 vydaly tzv. Partifikationsrezess. Města Altheim, Dietzenbach, Harpertshausen, Schaafheim a Schlierbach připadla Hesensko-Darmstadtsku a byla začleněna do okresu Schaafheim.